# 绣州
绣州，中国唐朝时设置的州。
武德六年（623年）改林州置，治所在常林县（今广西壮族自治区桂平市南下湾镇），属岭南道。下辖三县：常林县、阿林县、罗绣县（今广西桂平市罗秀镇），一度管辖皇化县（今广西桂平市社坡镇复化村）、卢越县（今广西平南县六陈镇）、归诚县（今广西桂平市罗播乡）。辖境约相当今广西壮族自治区平南、桂平两县市南部地区。天宝元年（742年）改常林郡。乾元元年（758年）复为绣州。北宋开宝六年（973年）废入容州。 
绣州刺史
- 赵匡明（乾宁年间）
- 张濬（902年）